# Yvette Hornerová
Yvette Hornerová (22. září 1922 Tarbes – 11. června 2018 Courbevoie) byla francouzská akordeonistka.
Od čtyř let se učila hrát na klavír. V roce 1948 se stala mistryní světa ve hře na akordeon, za svoje debutové album získala v roce 1950 Grand Prix du disque (Charles Cros). V padesátých a šedesátých letech odjela jedenáct ročníků Tour de France, kdy během etap stála na střeše vozu Citroën Traction Avant v reklamní koloně a hrála na akordeon. Její hudební produkce i s typickým slaměným kloboukem se stala jedním ze symbolů závodu.
Její kariéra hudebnice trvala sedmdesát let, vydala okolo sto padesáti desek a vystoupila na nejméně dvou tisících koncertů. Byl jí udělen Řád čestné legie, Národní řád za zásluhy a čestné občanství města Tarbes. V roce 2005 vydala autobiografickou knihu Le Biscuit dans la poche.
Jejím manželem byl ligový fotbalista René Droesch.